# Dialekt hajnański

Kolor zielony - zasięg dialektu hajnańskiego

Dialekt hajnański (chiń. 海南話; pinyin hǎinánhuà, również 琼语 qióngyǔ) – odmiana języka minnan używana na chińskiej wyspie Hajnan. Czasami pojęcie to obejmuje również zbliżony dialekt z półwyspu Leizhou. Dialekt hajnański jest niezrozumiały dla użytkowników innych odmian języka minnańskiego, takich jak teochew czy hokkien. 